# Luis de Góngora y Argote
Luis de Góngora y Argote (n. 11 iulie 1561, Córdoba, Andaluzia, Spania – d. 23 mai 1627, Córdoba, Andaluzia, Spania) a fost un poet și dramaturg aparținând „Secolului de aur” al literaturii spaniole, cel mai de seamă reprezentant al curentului literar cunoscut sub denumirea de „culteranism” (sau chiar „gongorism”, după numele poetului). Operele sale au fost subiectul unor dezbateri între criticii literari încă din timpul vieții poetului.

## Biografie
A studiat în Salamanca, aprobând cursurile în 1585 și a fost ales canonic la o catedrală din Córdoba, funcție care i-a permis să călătorească prin regiuni precum Navarra, Andalucía și ambele Castilii (Madrid, Salamanca, Granada, Jaén, Cuenca, Toledo). Felipe al III-lea l-a numit capelan regal și l-a primit la Curte până în 1626, timp în care Góngora a încercat să obțină posturi și favoruri pentru membrii familiei sale; în 1627, Luis de Góngora avea să moară în Córdoba.
Velázquez i-a făcut un portret în care se poate remarca fruntea lată și senină, iar din documentele și satirele marelui său rival, Francisco de Quevedo, putem presupune că era un om jovial și guraliv, foarte sociabil și iubitor al luxului și al bunurilor lumești în general. Îi plăceau jocurile de cărți și coridele, fiind chiar criticat uneori că nu respectă normele de conduită ale unui reprezentant al clerului. În epoca sa era considerat un maestru al satirei, chiar dacă n-a ajuns la extremele expresioniste ale lui Quevedo sau la nuanțele obscure ale lui Juan de Tassis y Peralta, conte de Villamediana, care i-a fost prieten și unul din cei mai buni discipoli. Góngora a murit în urma unui atac de apoplexie pe când avea 65 de ani, iar cu ceva timp înainte își pierduse memoria.

## Opera
Deși Góngora nu a reușit niciodată să-și publice opera, scrierile sale au trecut din mână în mână, în formă de manuscrise, care au fost colecționate și apoi grupate în antologii, care s-au publicat cu sau fără acordul lui. Într-un timp s-a crezut că manuscrisul cel mai autorizat era cel copiat de Antonio Chacón pentru Contele-Duce de Olivares, deoarece conținea note scrise chiar de Góngora, precum și observații privind data redactării fiecărui poem; dar tocmai datorită faptului că era dedicat unui nobil, nu conținea și operele satirice sau cele cu conținut vulgar. În anul morții poetului, Juan López Vicuña a publicat o ediție a operelor lui Góngora cu note pertinente, neadmisă însă de către Inchiziție. La scurt timp după aceea, Gonzalo de Hoces a publicat o altă ediție, în 1633, considerată a fi mai bună decât precedenta.
Deși încă din operele sale inițiale s-a identificat cu barocul literar, Góngora era un reprezentant al tipului de estet niciodată mulțumit cu opera sa („cel mai dur critic al operelor mele sunt eu”, obișnuia să spună), și din acest motiv s-a decis să realizeze ceva „nu pentru mulți” și să intensifice și mai mult uzul retoricii și imitația poeziei latine clasice, introducând numeroase cultisme și o sintaxă bazată pe hiperbaton și simetrie; la fel de atent a fost și la sonoritatea versurilor, ajungând să pară un muzician al cuvintelor; era un mare pictor al sunetelor și își umplea versurile de o manieră epicureică cu nuanțe senzoriale de culoare, sunet și tact.
De asemenea, prin intermediul a ceea ce Dámaso Alonso, unul din criticii săi cei mai avizați, a numit eludări și aluzii, Góngora a transformat ultimele sale poezii într-un exercițiu de rezolvat de către mințile lucide și erudite, ca un fel de ghicitoare sau hieroglifă intelectualizată, al cărei costum permite plăceri rafinate. Aceasta este estetica barocă, ce s-a numit în onoarea sa „gongorism”, sau cu sens peiorativ, împrumutat din reforma luterană, „Culteranism”, deoarece adversarii lui Góngora îl considerau pe poet și pe adepții săi adevărați „eretici” ai poeziei. 
Critica literară, începând cu Marcelino Menéndez Pelayo, a făcut în general distincția între două etape ale creației lui Góngora : prima este cea corespondentă „Principelui luminii”, când poetul compune „romances” și „letrillas”, apreciate până în epoca neoclascismului, iar a doua este cea corespondentă „Principelui tenebrelor”, care începe în 1610 și în care compune oda „Cucerirea portului Larache”, transformându-se în poetul obscur și neinteligibil pe care îl recunoaște toată lumea. Dar de fapt, până în epoca romantismului această parte a operei sale a fost criticată cu asprime și chiar cenzurată de către neoclasicul Ignacio de Luzán.
Această teorie, însă, a fost combătută de către Dámaso Alonso, care a semnalat că obscuritatea și complicațiile existau deja în prima epocă de creație, iar în a doua au fost duse la extrem. În romances precum „Fabula lui Píramo y Tisbe” și în unele letrillas apăreau deja jocuri de cuvinte, aluzii, sintaxa latinizantă, numai că atenuate de versurile sale, de ritm și muzicalitate, precum și de folosirea unor forme și teme tradiționale.

## Scrieri
- 1612: Fabula lui Polifem și Galateea ("Fábula de Polifemo y Galatea")
- 1613: Singurătățile ("Las soledades")
- 1618: Fabula lui Piram și Tisbe (" Fábula de Píramo y Tisbe").

## Importanța operei
Luis de Góngora y Argote a îmbogățit și a cizelat limbajul poetic, dându-i o viguroasă și elegantă concizie a ritmului, prin latinizarea topicii frazei și adaptarea, cu o mare intuiție a sensurilor și nuanțelor, a numeroase neologisme latine și grecești.
Opera sa, care a suscitat vii polemici în secolul al XVII-lea, a exercitat o influență deosebită asupra liricii moderne spaniole.
În opera „Viaje del Parnaso” („Călătoria Parnasului”), Miguel de Cervantes l-a elogiat în versuri ca:
„Acel ce deține a scrierii cheie,
cu grație și agerime extremă,
al cărui egal în cetate nu se cunoaște
este don Luis de Góngora, pe care mă tem
să nu îl perjudic prin laudele mele,
chiar de le-aș ridica la rang suprem.”'